# اسکوبی دو و بتمن: شجاع و جسور
اسکوبی-دو! و بتمن شجاع و جسور (به انگلیسی: Scooby-Doo and Batman the Brave and the Bold) یک انیمیشن سینمایی در ژانر کمدی، اکشن و ماجراجویی است که به کارگردانی جیک کاستورنا در سال ۲۰۱۸ به صورت ویدئویی منتشر شد. این انیمیشن اقتباسی از سریال بتمن شجاع و جسور است که در بین سال های ۲۰۰۸ تا ۲۰۱۱ تولید شد که دوران طلایی کمیک های بتمن با حال و هوای کمدی را به تصویر می‌کشد. این انیمیشن در واقع به حضور و همکاری اسکوبی-دو و بتمن در دهه ۶۰ میلادی ادای احترام می‌کند.

## بازخوردها
این انیمیشن نقدهای مثبت و متوسطی از سوی منتقدان دریافت کرد. وب سایت آی‌جی‌ان این انیمیشن را جذاب، سرگرم کننده و خنده دار توصیف کرد اما خاطر نشان کرد که برای هواداران داستان های تاریک و خشن بتمن ناامیدکننده خواهد بود.